# Université des sciences appliquées Savonia
L’université des sciences appliquées Savonia (en finnois : Savonia-ammattikorkeakoulu) est un établissement d’enseignement supérieur professionnel de la Savonie du Nord en Finlande.

## Présentation
L’établissement dispose de campus à Kuopio, Iisalmi et à Varkaus. Par son nombre d’étudiants, c’est l’une des plus importantes universités des sciences appliquées de Finlande. Savonia compte 6 526 étudiants en 2011. Jusqu’en 2004, elle était connue sous le nom d’« école polytechnique de Savonie du Nord ».